# 七不思議
七不思議（ななふしぎ）は、ある地域や場所において起こる不思議な7つの事柄を指す語。
転じて、7つの不思議な物や現象を数え上げたものを指し、怪談の一形式としても有名である。

## 概要
日本では、ある地域において説明の付かない現象や奇異な伝承を7つ一まとめにして七不思議と称することがあった。古くは諏訪大社七不思議や遠州七不思議などが挙げられる。あくまで不思議な現象や言い伝えを指し、妖怪や超常現象といった物は直接は関係せず、一般には名所とされるような物すら含まれている。現代においては非科学的で事実かどうか怪しい伝承も多いが、諏訪大社七不思議の御神渡りのように、（自然現象として科学的に解明されてはいるが）今もなお確認できるものもある。
江戸時代に入ると怪奇談の一形式として広まり、本所七不思議などが作られた。現代においては「学校の七不思議」などのように怪談の一種として作られる物が多く、本来の意味よりも都市伝説などで知られている方が多い。さらに吉原七不思議や将棋界の七不思議などのように、単に説明が付かない、あるいは科学的根拠の無いジョークやジンクスを7つ一まとめにして七不思議と称するパロディ的な物も多い。
また、元々個別に存在していた話を七不思議に倣って7つにまとめてしまうがために、実際には8つ以上存在する場合もあり、場合によって内容が変わることもある。怪談系ではこれを逆手に取り、8つ目を知ると身に危険が迫ると言った物も多い。
日本国外においては、有名な物に世界の七不思議があるが、ここで言う不思議とは七不思議を由来とした意訳であって、本来の意味は、景観・驚くべきものという意味である（詳細は世界の七不思議#「不思議」の意味を参照）。当然、日本の七不思議とは関係性は薄いと考えられる。

## 七不思議の例

### 一般例
- 諏訪大社七不思議 - 諏訪大社に伝わるもの。上社と下社それぞれにあり、全体としては11個ある。最も古い物の1つ。
- 遠州七不思議 - 遠州(静岡県の西部)に伝わるもの。最も古い物の1つ。
- 越後七不思議 - 越後国（新潟県の本州側）に伝わるもの。
- 伊豆七不思議 - 静岡県伊豆半島に伝わるもの。
- 姫島七不思議 - 大分県姫島に伝わるもの。
- 粕尾七不思議 - 栃木県鹿沼市（旧粟野町）中粕尾に伝わるもの。
- 麻布七不思議 - 東京都港区麻布に伝わるもの。
- 足摺七不思議 - 高知県土佐清水市の足摺岬に伝わる弘法大師や金剛福寺にまつわるもので七不思議と称しながら二十一あると言われる[1][2]。

### 怪談系
- 本所七不思議 - 本所（東京都墨田区）に伝わる奇談・怪談集。
- 学校の七不思議 - 学校の怪談の形式の1つ。詳しくは当該ページ参照。
- 篠山の怪談七不思議 - 郷土史家・奥田楽々斎によって『多紀郷土史考』に紹介された[3]。原文はwikisourceにて。

### 建造物に関するもの
- 世界の七不思議 - 古代ギリシャ・古代ローマ時代の7つの注目すべき建造物。及び、後世にこれに倣って選定された7つの建造物。
- 新・世界七不思議 - 2007年に新たに発表された、世界の7つの注目すべき建造物。
- 中国の七不思議

### 遊び的な側面が強いもの
- 吉原七不思議 - 吉原（東京都台東区）に伝わるもの。
- 島原七不思議 - 嶋原（京都府京都市）に伝わるもの。